# دالی آلدرتون
دالی آلدرتون (انگلیسی: Dolly Alderton؛ زادهٔ ۳۱ اوت ۱۹۸۸) نویسنده و فیلمنامه‌نویس بریتانیایی است. او همچنین ستون‌نویس روزنامهٔ ساندی تایمز می‌باشد. خاطرات او با عنوان همه چیزهایی که دربارهٔ عشق می‌دانم در سال ۲۰۱۸ جایزه ملی کتاب برای خودزندگی‌نامه را دریافت کرد و در سال ۲۰۱۹ برای جایزه کتاب سال روایت غیر داستانی در بریتیش بوک اواردز نامزد شد. این کتاب بعدها به مجموعه تلویزیونی با همین نام توسط بی‌بی‌سی و پیکاک تبدیل شد.

## زندگی اولیه
آلدرتون در لندن، انگلستان به دنیا آمد و در استنمور بزرگ شد. او فرزند والدینی بریتانیایی و کانادایی است و خود را «نیمه کانادایی» توصیف می‌کند. نام اصلی او هانا آلدرتون بود که در اوایل نوجوانی نامش را به دالی تغییر داد. او تحصیلات خود را در مدرسه سنت مارگارت در بوشی، هرتفوردشر و مدرسه راگبی ادامه داد، جایی که در سال ششم شبانه‌روزی بود. آلدرتون مدرک کارشناسی در رشته تئاتر و زبان انگلیسی را از دانشگاه اکستر دریافت کرد و همچنین مدرک کارشناسی ارشد روزنامه‌نگاری را از دانشگاه سیتی کسب نمود.

## زندگی شخصی
غذا یکی از علاقه‌مندی‌های اصلی دالی آلدرتون است؛ او اسپاگتی وونگوله را به‌عنوان غذای مورد علاقه‌اش برای آخرین وعده غذایی نام برده و همچنین به ترشی‌سازی و استفاده از سرکه علاقه‌مند است.